# ایمپاستو

طبیعت بی جان: گلدان با رزهای صورتی، یک نقاشی رنگ روغن اثر ون گوگ در سال ۱۸۹۰ است که از تکنیک ایمپاستو استفاده زیادی کرده است.

ایمپاستو نوعی تکنیک نقاشی که در آن رنگ را برای خلق اثر هنری به صورت خیلی سنگین و ضخیم بر روی بوم قرار می‌دهند. در این سبک معمولاً ضربات قلم مو و کاردک به وضوح قابل مشاهده می‌باشد. یکی دیگر از خصوصیات این سبک این است که در بسیاری از مواقع رنگ را بر روی بوم و در لحظه رنگ‌گذاری با هم ترکیب می‌کنند و به رنگ مورد نظر در کار می‌رسند. در بسیاری از مواقع بعد از خشک شدن نقاشی، رنگ کار شده حالت بافت‌دار پیدا می‌کند و برجستگی خاصی در نقاشی قابل ملاحظه است. به طوری که به نظر می‌آید نقاشی در حال خارج شدن از بوم خود می‌باشد.

## ریشه‌ها
کلمه ایمپاستو در اصل ایتالیایی است. که در آن به معنای «خمیر» یا «مخلوط» است؛ مربوط به فعل impastare، «خمیر کردن» یا «چسباندن» است. استفاده ایتالیایی از ایمپاستو شامل هر دو روش نقاشی و ایمپاستو (سفالگری) است. طبق فرهنگ لغت کالج دنیای جدید وبستر، اسم ریشه impasto pasta است، که معنای اصلی آن در ایتالیایی «خمیر» است.

## رسانه‌ها
رنگ روغن به دلیل قوام غلیظ و زمان خشک شدن آهسته، ماده ای سنتی برای نقاشی ایمپاستو است. با افزودن ژل‌های اکریلیک سنگین می‌توان از رنگ اکریلیک برای ایمپاستو نیز استفاده کرد. این روش تقریباً یک روش مخصوص به رنگ روغن است و با متریال‌هایی مانند آبرنگ یا تمپرا قابل اجرا نیست. تکنیک ایمپاستو به شکل بسیار محدود در تکنیک پاستل نیز کاربرد دارد. و می‌توان با آن اثرات محدود و کوچکی را ایجاد کرد. اما به هیچ وجه کارکرد رنگ روغن را در این تکنیک نخواهد داشت.

## اهداف
به‌طور کلی تکنیک ایمپاستو چندین هدف را دنبال می‌کند، اولین بحث در تکنیک ایمپاستو موضوع نور می‌باشد. در این تکنیک نور به شکل خاصی بازتاب و نمایش داده می‌شود. تکنیک ایمپاستو به هنرمند امکان بیشتری در بازی با نور و کنترل آن می‌دهد. دومین مورد این که بیان نقاشی را قوی تر و مستقیم تر می‌کند و به بیننده این توان را می‌دهد که اثر هنری را ساده‌تر درک کند. به بیان دیگر اثر نقاشی برای مخاطب قابل فهم تر و تأثیر گذار تر می‌شود. همین‌طور در این سبک از نقاشی جای دست هنرمند در کار به وضوح و به خوبی قابل مشاهده است. سوم تکنیک ایمپاستو می‌تواند به نقاشی حالت سه بعدی داده و حسی شبیه به مجسمه به اثر هنری القا نماید. (این مورد تقریباً در تمام نقاشی‌های سبک حجم برجسته صادق می‌باشد). اگر بخواهیم به سابقه و ریشه این سبک برگردیم می‌توان گفت که این روش در ابتدا توسط تیسین، رامبراند و ورمیر برای نشان دادن برجستگی‌های جواهرات یا البسه مورد استفاده قرار گرفت. البته روشی که توسط این اساتید دنبال می‌شد بسیار ظریف و با جزییات بیشتر نسبت
به سبک امروزی می‌باشد.
مدت‌ها بعد، امپرسیونیست‌های فرانسوی قطعاتی را ایجاد کردند که تمام بوم‌ها را با بافت‌های غنی از ایمپاستو می‌پوشاند. ونسان ون گوگ اغلب از آن برای زیبایی‌شناسی و بیان استفاده می‌کرد. اکسپرسیونیست‌های انتزاعی مانند هانس هافمن و ویلیام د کونینگ نیز در نقاشی‌های خود از این تکنیک استفاده می‌کردند. اما در دوره معاصر تر نیز نقاش مشهور انگلیسی آلمانی، فرانک هلموت از این روش در نقاشی‌های خود استفاده می‌کند. استفاده این نقاش از این سبک به حدی است که آثارش تقریباً حالت سه بعدی به خود می‌گیرند.

## هنرمندان
بسیاری از هنرمندان از تکنیک ایمپاستو استفاده کرده‌اند. برخی از برجسته‌ترین آنها از جمله: رامبراند ون راین، دیگو ولاسکز، وینسنت ون گوگ، جکسون پولاک و ویلم دی کونینگ.

## نمونه آثار
نمونه‌های منتخبی از نقاشی‌هایی که از تکنیک ایمپاستو استفاده می‌کنند

شب پر ستاره اثر ون گوگ (۱۸۸۹). تکنیک ایمپاستو و ساختار خط به بینندگانش این حس را می‌دهد که آسمان در حال حرکت است.
کرگ‌ها و شکاف‌ها اثر جین فرانک (۱۹۶۰). مانند بسیاری از آثار اکسپرسیونیستی انتزاعی (و همچنین بسیاری از به اصطلاح نقاشی‌های اکشن)، ایمپاستو یک ویژگی برجسته است.
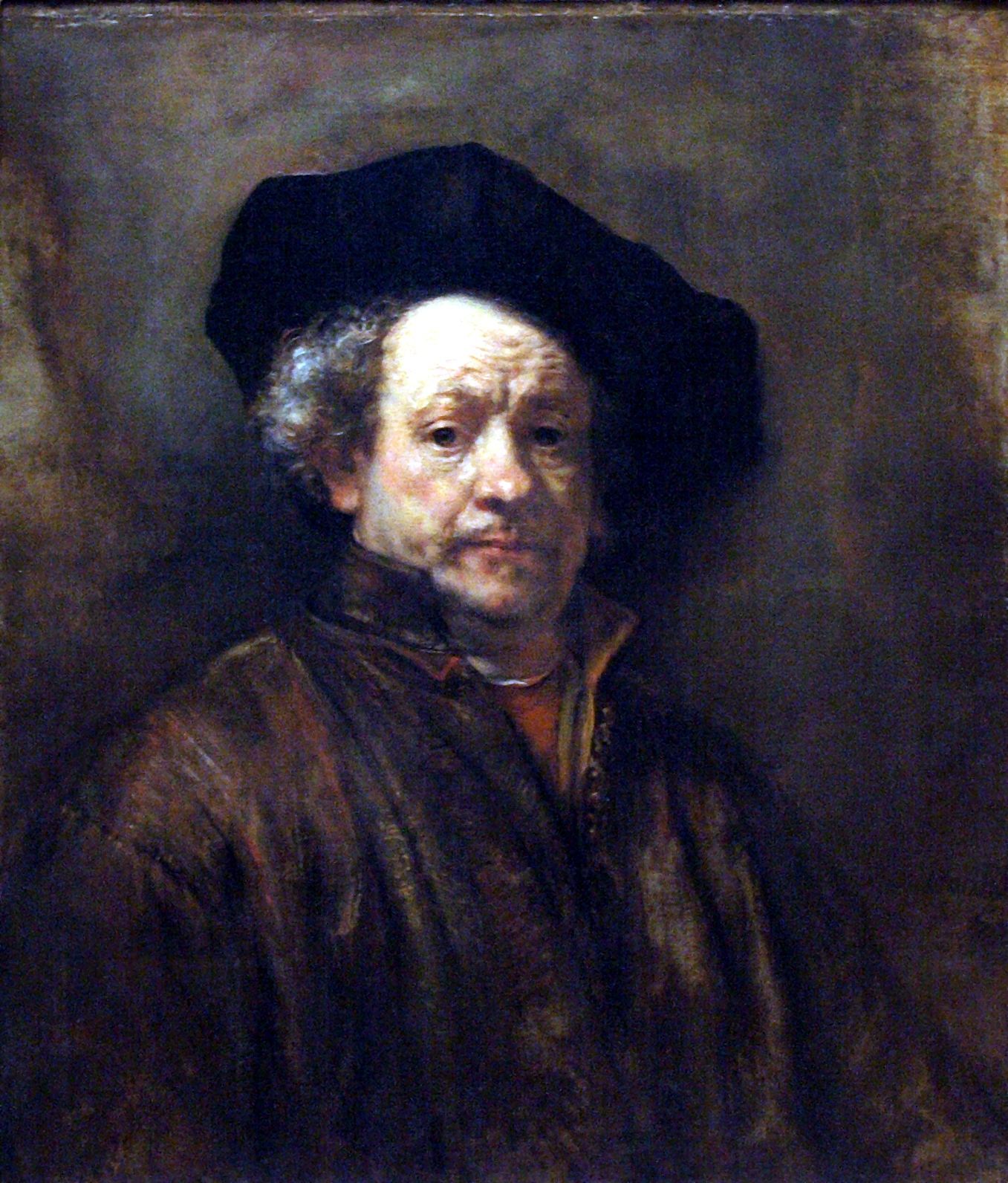
خود پرتره اثر رامبرانت (۱۶۶۰). استفاده او از ایمپاستو مطمئناً از تیتین الهام گرفته شده است و افزودن ایمپاستو روش جدیدی از توهم را در کار هنرمند نشان می‌دهد.
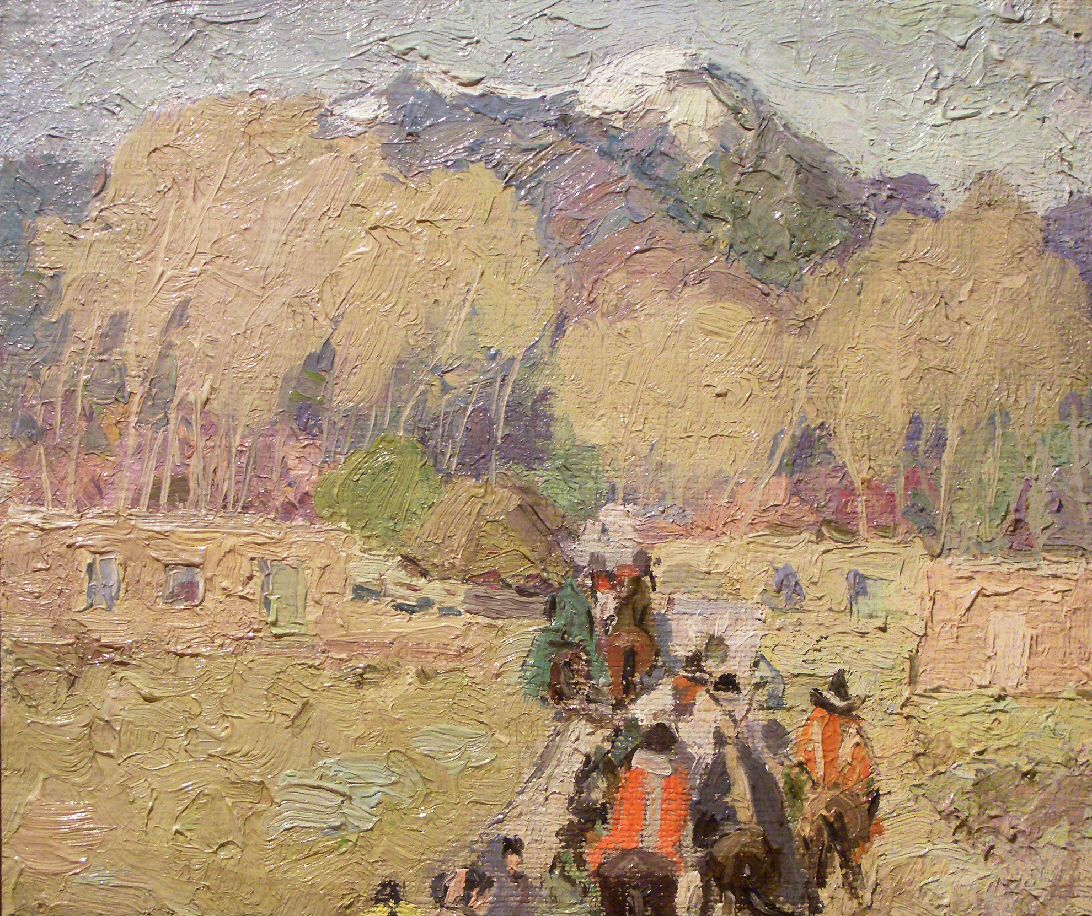
کوه تائوس، خانه دنباله‌دار اثر کوردلیا ویلسون (۱۹۲۰). منظره‌ای که کاملاً با تکنیک ایمپاستو جسورانه اجرا شده است.